# Distrikt San José (Azángaro)
Der Distrikt San José liegt in der Provinz Azángaro in der Region Puno in Südost-Peru. Der Distrikt wurde am 2. Mai 1854 gegründet. Er besitzt eine Fläche von 397 km². Beim Zensus 2017 wurden 5100 Einwohner gezählt. Im Jahr 1993 betrug die Einwohnerzahl 6484, im Jahr 2007 5984. Sitz der Distriktverwaltung ist die 4082 m hoch gelegene Ortschaft San José mit 1352 Einwohnern (Stand 2017). San José befindet sich 25 km nordnordöstlich der Provinzhauptstadt Azángaro.

## Geographische Lage
Der Distrikt San José befindet sich im Andenhochland im zentralen Norden der Provinz Azángaro. Der Río Ramis fließt entlang der südwestlichen Distriktgrenze nach Südosten und entwässert das Areal.
Der Distrikt San José grenzt im Süden an den Distrikt Azángaro, im Südwesten an den Distrikt Asillo, im Nordwesten an den Distrikt San Antón sowie im Osten an den Distrikt Muñani.

## Ortschaften
Im Distrikt gibt es neben dem Hauptort folgende größere Ortschaften:
- Virgen del Rosario Sollocota (879 Einwohner)